# Борис Стойчев (физик)
Вижте пояснителната страница за други личности с името Борис Стойчев.
Борис Петров Стойчев (на английски: Boris P. Stoicheff) е канадски физик.

## Биография
Борис Стойчев е роден на 1 юни 1924 г. в Битоля, тогава в границите на Кралството на сърби, хървати и словенци. Баща му, Петър Стойчев, е родом от село Баница, което до края на XIX век е изцяло българско село. Когато Борис е на 5-годишна възраст, баща му емигрира в Канада, където работи в железницата и в различни ресторанти. Впоследствие цялото семейство Стойчеви се премества в Торонто.
Борис, насърчаван от учители и приятели, развива интерес към математиката, поради което той се записва да учи инженерство и физика в университета на Торонто. Там той получава бакалавърска степен по инженерна физика през 1947 г., като специализира в рентгеновата спектроскопия. След това за кратко работи в местна фирма за електроника, преди да запише магистратура по теоретична физика. През 1948 г. решава да запише докторантура по експериментална физика. Докато изследва въглероден диоксид чрез Раманова спектроскопия, се запознава с Артър Шолоу (нобелов лауреат по физика от 1981 г.).
През 1950 г. Стойчев получава докторска степен и с помощта на стипендия продължава да работи в университета, провеждайки експерименти с Раманово разсейване на газове под ниско налягане. Така Стойчев получава първия Раманов спектър с висока разделителна способност на метан. Стойчев посещава семинар на Герхард Херцберг (нобелов лауреат по химия от 1971 г.) на тема „Квадруполен спектър на водорода и отношението му към откриването на този газ в планетарните атмосфери“. Естеството на темата прави такова силно впечатление на Стойчев, че той отменя плановете си да учи в Европа и си поставя за цел да работи при Херцберг в Отава. Херцберг с радост приема ентусиазирания Стойчев в спектроскопската си лабораторията.
Използвайки свои технически нововъведения при живачните лампи с висок интензитет и многоходови оптични кювети, Борис Стойчев успява да получи едни от най-ясните (с висока разделителна способност) Раманови спектри в света. Той съставя детайлни спектри на над 20 неполярни молекули (които иначе се недостъпни за установените техники чрез инфрачервена и микровълнова абсорбция).
Към края на 1950-те години започва да се интересува от разсейването на Брилюен и се опитва да използва апаратурата си за получаване на спектри на Брилюен за твърди вещества. Заедно със свой колега започват да разработват лазер, който се основава на принципа на оптичното напомпване на живак. Въпреки че достигат почти до границата на принудено излъчване, те така и не успяват да достигнат положителен резултат. След като Теодор Мейман изобретява лазера през 1960 г., независимо от тях, Борис Стойчев се заема да построи първия твърдотелен рубинен лазер в Канада и започва да го използва.
През 1963 г. Херцберг поощрява Стойчев да си вземе една година творчески отпуск, при което Стойчев избира да работи с Чарлз Хард Таунс в Масачузетския технологичен институт. Времето, прекарано в Масачузетс, се оказва много ползотворно за Стойчев, тъй като той има възможността да работи с докторантите на Таунс, с които работи върху разсейването на Раман и Брилюен на твърди тела и реални спектри на Брилюен на течности. През 1964 г. Стойчев се завръща в университета на Торонто като щатен професор. Там той продължава да работи в сферата на спектроскопията.
Към края 1970-те години Стойчев започва да проучва спектрите на Ридберг на алкални атоми. През 1980-те разработва пренастройваеми източници в ултравиолетовата област (с дължина на вълната до 80 nm). Именно с тях той успява да получи едни от най-добрите спектри с висока разделителна способност на димери на редки газове.
Пенсионира се през 1989 г., но продължава да води изследователска дейност и след това. Към 2000 г. работи по дифузните междузвездни спектрални линии. Почива на 15 април 2010 г.

## Отличия и награди
През 1975 г. Стойчев е избран за чуждестранен член на Британското кралско научно дружество. През 1976 г. става председател на американското Оптично общество – първият неамерикански председател на това международно общество. От 1984 г. е председател на канадската Асоциация на физиците. В периодите 1977 – 1980 г. и 1981 – 1983 г. ръководи Националния съвет за проучвания на Канада, а през 1986 – 1992 г. председателства Асоциацията на професионалните инженери в Онтарио.
През 1982 г. е избран за кавалер на Ордена на Канада. Стойчев е почетен доктор на науките към Скопския университет, Йоркския университет, Уиндзорския университет и университета на Торонто.